# 臺灣大花介
臺灣大花介（学名：Megacythere taiwanica）为魚形介科大花介屬下的一个种。